# マナセー・イシアク
マナセー・イシアク（Manasseh Ishiaku, 1983年1月9日 - ）は、ナイジェリア・ポートハーコート出身の元同国代表サッカー選手。現役時代のポジションはフォワード。

## 経歴

### クラブ
母国のイバダンにあるシューティング・スターズSCでキャリアを始め、ナイジャードック・ラゴスを経て2000年にKSVルーセラーレと契約した。数年後にトップカテゴリーのRAAルビエールズへ移籍すると、2003年のベルギーカップ決勝戦でシント＝トロイデンVV相手に2得点を挙げ、3-1の勝利で優勝に貢献。2005年1月にクラブ・ブルッヘへ移籍し、2007年のスタンダール・リエージュとのカップ戦決勝で唯一の得点を決め、タイトルを獲得した。
2007-08シーズンにドイツのMSVデュースブルクへ移籍金130万USドル4年契約で加入。DFBポカールのSVバベルスベルク戦で公式戦デビューをし、2007年8月12日のボルシア・ドルトムント戦でリーグ戦デビューをすると、この試合で2得点を挙げ3-1の勝利に大きく貢献。ホームでの2試合目アルミニア・ビーレフェルト戦でも再び2得点を決めホーム初勝利に導き、この時点で4得点を記録し得点ランク首位にたった。
2008-09シーズン、移籍金250万ユーロ・2012年6月30日までの契約で1.FCケルンに移籍した。しかし、ケルンではレギュラー争いに勝てず28試合で僅か1得点のみとなり、2011年1月31日にベルギーのシント＝トロイデンVVへシーズン終了まで貸し出された。ケルンへ復帰するもイシアクの居場所は無く、2011年8月に双方合意で契約解除した。
2013年2月、2013-14シーズンに向けてベルギーのスポルティング・アールストと1年契約を結んだ。

### 代表
2007年10月14日、2-2で引き分けたメキシコ戦にベルティ・フォクツ監督の下でナイジェリア代表デビューを果たし、得点を挙げることはなかったもののフル出場した。

## 所属クラブ
- KSVルーセラーレ 2000-2002
- RAAルビエールズ 2002-2005
- クラブ・ブルッヘ 2005-2007
- MSVデュースブルク 2007-2008
- 1.FCケルン 2008-2011

→ シント＝トロイデンVV 2011 (loan)
- スポルティング・アールスト 2013

## タイトル
RAAルビエールズ
- ベルギーカップ : 2002-03

 クラブ・ブルッヘ
- ジュピラーリーグ : 2004-05
- ベルギーカップ : 2006-07